# Erik el Belga
Erik el Belga (Nivelles, Bèlgica, 1940 - Màlaga, 19 de juny de 2020) fou el nom amb què es coneixia René Alphonse Van der Berge, un lladre internacional d'obres d'art en els anys 1980 a Aragó, Castella i Lleó, Catalunya i Navarra. Les seves malifetes van ser particularment greus al museu de la catedral de Roda d'Isàvena, d'on es va emportar les peces més bones i valuoses. Robà també l'arqueta de Sant Martirià de Banyoles. El juliol de 1995 torna a Roda i munta una exposició de pintures seves que després va regalar al rector, José María de Leminyana, perquè les vengués i rehabilités un tríptic. El lladre va assegurar al rector que coneixia el parador de dos bàculs i d'una peça de la famosa cadira de Sant Ramon, un moble del segle xi que va ser totalment destrossat per la seva banda. Erik el Belga va estar uns anys empresonat.